# 디트로이트 올림피아
디트로이트 올림피아(영어: Detroit Olympia)는 미국 미시간주 디트로이트에 위치한 실내 경기장이다. 과거 NBA 디트로이트 피스턴스와 BAA 디트로이트 팰컨스, NHL 디트로이트 쿠커스/팰컨스/레드윙스, IHL 디트로이트 오토 클럽, 디트로이트 브라이트 굿이어스, 디트로이트 헤트케의 홈경기장으로 사용했다.
| NBA 올스타전 개최 경기장 |                          |                                     |
| 1958년                   | 1959년 올림피아 스타디움 | 1960년                              |
| 세인트루이스 아레나      | 1959년 올림피아 스타디움 | 필라델피아 컨벤션 홀 앤드 시빅 센터 |
|                          |                          |                                     |
|                          |                          |                                     |

| NHL 올스타전 개최 경기장 |                            |                  |
| 1949년                   | 1950년 디트로이트 올림피아 | 1951년           |
| 메이플 리프 가든         | 1950년 디트로이트 올림피아 | 메이플 리프 가든 |
|                          |                            |                  |
|                          |                            |                  |

| NHL 올스타전 개최 경기장 |                            |               |
| 1951년                   | 1952년 디트로이트 올림피아 | 1953년        |
| 메이플 리프 가든         | 1952년 디트로이트 올림피아 | 몬트리올 포럼 |
|                          |                            |               |
|                          |                            |               |

| NHL 올스타전 개최 경기장 |                            |                     |
| 1953년                   | 1954년 디트로이트 올림피아 | 1955년              |
| 몬트리올 포럼            | 1954년 디트로이트 올림피아 | 디트로이트 올림피아 |
|                          |                            |                     |
|                          |                            |                     |

| NHL 올스타전 개최 경기장 |                            |               |
| 1954년                   | 1955년 디트로이트 올림피아 | 1956년        |
| 디트로이트 올림피아      | 1955년 디트로이트 올림피아 | 몬트리올 포럼 |
|                          |                            |               |
|                          |                            |               |